# هان يو
هان يو (بالصينية: 韓愈) كان أديب وفيلسوف صيني من عهد حكم سلالة تانغ ولد سنة 768 م وهو من مواليد محافظة خِه يانغ (محافظة منغ Meng اليوم). أُطلق عليه لقب هان من تشانغ لي Chang Li لأنها موطن أجداده. تيتم وهو في الثالثة من عمره فكفله أخوه، وعاش مطلع حياته في ضيق وحرمان، فوجد عزاءه في قراءة أمهات الكتب مثل «الأغاني» و«التاريخ» و«التحولات» و«الطقوس» و«حوليات الربيع والخريف». أُجيز في الفحوص الامبراطورية وهو في الخامسة والعشرين من عمره، وشغل عدة مناصب منها معاون وزير الشؤون المدنية. نُفي عام 804 إلى يانغ شان بسبب رسالة كتبها للإمبراطور يُبين فيها أحوال العامة، ويطلب تخفيض الضرائب عنهم وإعفاءهم من أعمال السخرة. أعاده الإمبراطور الجديد شيان زونغ Xian Zong وعينه عضواً في الأكاديمية الامبراطورية.
كان هان يو متقلب الأهواء والميول، فقد دعا إلى العودة إلى المدرسة الكونفوشية، وعارض البوذية والسلطة الدينية والإيمان بالخرافات من جهة، وآمن بالأرواح ومشيئة الرب من جهة أخرى. أثنى على منغ تسي[ر] (منشيوس)، وعارض المدرسة الموهية (770- 221ق.م) وعدَّها منحرفة عن قيم الطاو[ر: الطاوية] Taoism. ناصر السلطة الشرعية، وقاوم الحكم الانفصالي العسكري ونفوذ خصيان القصر فكان أديباً ذا ميول سياسية، وقد تجلت كل تلك التناقضات في أعماله. لعل أبرز ما يميز حياته الأدبية هو قيادته حركة إحياء النثر الصيني القديم في لبوس جديد، ومعارضته النثر المسجوع «بيان ون» pian wen الذي كان سائداً في حقبة الأسر الامبراطورية الست (222- 589) واعتمد على الإكثار من المحسنات البلاغية والأساليب البيانية. له ديوان يحمل اسمه وقد جمعه تلميذه لي هان Li Han.
يعدّ هان يو أحد أبرز ثمانية كتاب طاويين في عهد سلالتي سونغ تانغ. دعا إلى تلازم الأدب والطاو، وكانت له نظرية في هذا المجال قوامها إحياء تقاليد النثر الصيني القديم، عدَّ فيها الطاو الهدف والمضمون، وما اللغة سوى الوسيلة والشكل الحامل للأفكار والقيم.
جسدت كتابات هان يو أفكاره النظرية، إذ كتب الشعر والنثر والمقالة والمقامة والمرثاة، واحتلت المقالة المكان الأبرز بين أعماله، وأبرزها «أصل الطاو» و«قال المعلم» و«بيان بشأن عظام بوذا» و«منوعات» و«اصطياد وإطلاق وحيد القرن»، وقد امتازت بالدقة والتنسيق، والاختزال والعمق، وكثرة التشبيهات والاستعارات، وأسلوبها الساخر من الأوضاع الاجتماعية. وكتب أيضاً «مقدمة وخاتمة لحياة تشانغ تشونغ تشوانغ».
أبدع هان يو في شكل أدبي آخر هو المراثي، اعتمد فيه على النثر، ضارباً عرض الحائط بتقاليد الرباعيات المقفاة ـ النمط السائد آنذاك ـ كما في «تأبين لانغ الثاني عشر» التي تحدث فيها عن الصداقة ومصاعب الحياة. برع أيضاً في كتابة الشعر بالأسلوب القديم، فجاء شعره غامضاً ومتنوعاً، امتاز بغرابة المفردات، وصعوبة القوافي، وجاء على شكل الرباعيات والثمانيات.
امتاز هان يو بغزارة الإنتاج، وتنوع الأشكال الأدبية، وتعدد الخصائص الفنية، والمهارة في التشبيه والاستعارة، وابتكر لغة استخلصها من اللهجات المحكية وسَّعت من إمكانية التعبير توفي سنة 824 م.
المصدر:

## روابط خارجية
- هان يو على موقع الموسوعة البريطانية (الإنجليزية)